# Data Over Cable Service Interface Specifications
DOCSIS (Data Over Cable Service Interface Specifications) は、同軸ケーブルを用いた通信サービスの国際規格である。日本語では通常「ドクシス」と発音される。

## 概要
ドクシスは、北アメリカのMCNS (Multimedia Cable Network System Partners Limited) が推進し、SCTE（Society of Cable Telecommunications Engineers : CATV通信技術者協会）で承認され、ITU-TのJ.112 Annex.Bで定められた。Cable Labs (Cable Television Laboratories) が認定・試験を行っている。
ケーブルモデム・STB（セットトップボックス）の標準化によるコスト低減、IP電話・双方向デジタル放送への対応などが行われている。

## DOCSIS 1.0
1996年に検討開始・1997年3月規格制定・1998年認証試験開始。
以下の帯域共有型のIP通信が可能である。
- 下り方向
  - アクセス方式 : TDM
  - 変調方式 : 30Mbps (64QAM) / 42Mbps (256QAM)
  - 帯域幅 : 6MHz（使用周波数 : 88 - 860MHz）
- 上り方向
  - アクセス方式 : TDMA
  - 変調方式 : 5Mbps (QPSK) / 10Mbps (16QAM)
  - 帯域幅 : 3.2MHz（使用周波数 : 200k/400k/800k/1600k/3200kHz）

- ケーブルモデムごとに1つのQuality of Service (QoS) の設定が可能。

## DOCSIS 1.1
DOCSIS 1.0のセキュリティ・QoS・IPマルチキャストなどを強化したものである。
- Service Flow Control: IP電話・インターネット接続などのサービスタイプ毎に動的なQoSを設定することが可能。
- リアルタイム通信の遅延を少なくするため、パケットを小分けにするFragmentation機能。
- BPIによる伝送路上の暗号化機能。

1999年4月規格制定。

## DOCSIS 2.0
以下の高速化を行った。2002年承認。
- 下り6MHz帯域幅 : 30Mbps (64QAM) / 42Mbps (256QAM)
- 上り6.4MHz帯域幅 : 30Mbps
  - A-TDMA 64QAM（Advanced Time Division Multiple Access - 次世代時分割多元接続）
  - S-CDMA 128QAM（TCM : Synchronous Code Division Multiple Access - 同期符号分割多元接続）

## DOCSIS 3.0
- チャネルボンディング
  - 帯域を複数束ねて通信することができる。例えば、下り160Mbps（40Mbps 256QAMを4本多重）、上り120Mbps（30Mbps を4本多重）。
- IPv6対応
- M-CMTS
- AES暗号化

2010年10月1日、知多メディアスネットワークは8波ボンディングにより実測で下り最大270Mbpsのサービスを開始した。この速度は、サービス開始時において、日本のケーブルインターネット最高速である。
日本ケーブルラボは、222MHzから450MHzの32波・256QAMを使用し、一本の幹線で下り1.2Gbpsを一検討例として示した。

## DOCSIS 3.1
2013年10月に規格化。下り最大10Gbps、上り最大1Gbps。下位の規格に対し、OFDMの採用や使用周波数帯域の拡張といった特徴がある。
2016年2月には、Full Duplex DOCSIS 3.1が発表された。Full Duplex DOCSIS 3.1は、下り上りともに最大10Gbps。
2019年1月にはリアルタイム通信に向けて Low Latency DOCSIS が発表された。

## DOCSIS 4.0
2019年に規格化。下り最大10Gbps、上り最大6Gbps。日本でBS-IFと混合する場合は、DOCSIS 3.1と同様に1GHz以上が利用できず、DOCSIS 3.1と比べ価格的に非効率。

## Packet Cable
Packet Cableは、ケーブルテレビでのIP電話サービスの標準を定めたものである。MGCP (Media Gateway Control Protocol) ・NCS (Network-based Call Signaling protocol) を呼制御の通信プロトコルに使用する。
- Packet Cable1.0 - 固定電話と併用するIP電話。
- Packet Cable1.1 - 固定電話を置き換え可能なIP電話。
- Packet Cable1.2 - 事業者間通信の制御。
- Packet Cable2.0 - テレビ電話などのマルチメディア対応。